# Indonezja na Letniej Uniwersjadzie 2007
Indonezję na Letniej Uniwersjadzie w Bangkoku reprezentowało 21 zawodników. Indonezyjczycy zdobyli trzy medale (3 brązowe).

## Medale

### Brąz
- Drużyna badmintonistów
- Prima Simpatiaji, Sunu Wahyu Trijati – tenis, gra podwójna
- Sandy Gumulya – tenis, gra pojedyncza